# Lesquite Quoit

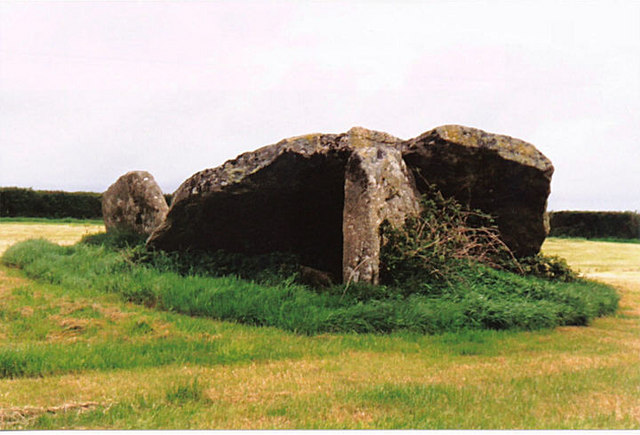
Lesquite Quoit

Der Lesquite Quoit (auch Lanivet Quoit oder Trebyan Quoit genannt) ist ein Dolmen nordöstlich des Helman Tor in Sweetshouse, bei Bodmin in Cornwall in England. Ein Quoit ist ein Portal Tomb aus der Jungsteinzeit, das unter dieser Bezeichnung nur in Cornwall und Wales geführt wird, bei dem mehrere senkrechte Megalithen die einzige horizontal aufliegende Deckplatte stützen.
Der Dolmen besteht aus einem schräg abgefallenen großen, relativ dünnen Deckstein von 5,3 × 2,8 m und 12,5 Tonnen Gewicht. Er lehnte sich gegen einen aufrechten, 1,9 m hohen ehemaligen Tragstein. Ein zweiter aufrechter Stein steht im rechten Winkel zum ersten und ist 1,7 m hoch und 2,7 m lang.